# Курилово (Себежский район)
Курилово — деревня в Себежском районе Псковской области России. Входит в состав городского поселения Идрица.

## География
Находится на юго-западе региона, в северо-восточной части района, в лесной местности у реки Великая около деревни Пустыньки.
Уличная сеть не развита.

## История
В 1802—1924 годах земли поселения Курилово входили в Себежский уезд Витебской губернии.
В 1941—1944 гг. местность находилась под фашистской оккупацией войсками Гитлеровской Германии.
До 1995 года деревня входила в Максютинский сельсовет. Постановлением Псковского областного Собрания депутатов от 26 января 1995 года все сельсоветы в Псковской области были переименованы в волости и деревня стала частью Максютинской волости.
В 2015 году Максютинская волость, вместе с Курилово и другими населёнными пунктами, была влита в состав городского поселения Идрица.

## Население
| 2001 | 2002 | 2010 |
| ---- | ---- | ---- |
| 28   | ↘17  | ↘12  |

Согласно результатам переписи 2002 года, в национальной структуре населения русские составляли 88 % от общей численности в 17 чел..

## Инфраструктура
Личное подсобное хозяйство.

## Транспорт
Деревня доступна по просёлочным дорогам.
От а/д Максютино-Родионово до дер. Курилово идёт автомобильная дорога общего пользования местного значения (идентификационный номер 58-254-850 ОП МП 58Н-084), протяжённостью 1,7 км.